# Campeonato Mundial de Natação em Piscina Curta de 2021 - 4x50 m medley misto
A prova dos 4x50 metros medley misto do Campeonato Mundial de Natação em Piscina Curta de 2021 foi disputado no dia 18 de dezembro de 2021, na Etihad Arena, em Abu Dhabi, nos Emirados Árabes Unidos.

## Recordes
Antes desta competição, os recordes mundiais e do campeonato nesta prova eram os seguintes:
|                       | Nacionalidade  | Tempo   | Local    | Data                   |
| --------------------- | -------------- | ------- | -------- | ---------------------- |
| Recorde mundial       | Países Baixos  | 1:36.18 | Cazã     | 7 de dezembro de 2021  |
| Recorde do campeonato | Estados Unidos | 1:36.40 | Hangzhou | 13 de dezembro de 2018 |

Os seguintes recordes mundiais ou olímpicos foram estabelecidos durante esta competição:
| Data           | Evento | Nome                                                                                          | Nacionalidade | Tempo   | Notas                 |
| -------------- | ------ | --------------------------------------------------------------------------------------------- | ------------- | ------- | --------------------- |
| 18 de dezembro | Final  | Kira Toussaint (26.21) Arno Kamminga (25.40) Ranomi Kromowidjojo (24.36) Thom de Boer (20.23) | Países Baixos | 1:36.20 | Recorde do campeonato |

## Medalhistas
| Ouro | Prata | Bronze |
| Países Baixos · Kira Toussaint · Arno Kamminga · Ranomi Kromowidjojo · Thom de Boer · Tessa Giele[a] · Nyls Korstanje[a] · Kim Busch[a] | Estados Unidos · Shaine Casas · Nic Fink · Claire Curzan · Abbey Weitzeil · Kate Douglass[a] · Katharine Berkoff[a] | Itália · Lorenzo Mora · Nicolò Martinenghi · Elena Di Liddo · Silvia Di Pietro · Michele Lamberti[a] · Benedetta Pilato[a] · Leonardo Deplano[a] |

a  Nadadores que participaram apenas nas eliminatórias e receberam medalhas.

## Resultados

### Eliminatórias
As eliminatórias ocorreram dia 18 de dezembro com um total de 36 nacionalidades.
| Colocação | Bateria | Raia | Nacionalidade              | Nadadores | Tempo   | Notas            |
| --------- | ------- | ---- | -------------------------- | --- | ------- | ---------------- |
| 1         | 4       | 3    | Estados Unidos             | Shaine Casas (23.15) Nic Fink (25.70) Kate Douglass (24.60) Katharine Berkoff (24.29)                                         | 1:37.74 | Q                |
| 2         | 4       | 4    | Federação Russa de Natação | Pavel Samusenko (23.05) Andrei Nikolaev (26.33) Arina Surkova (24.94) Rozaliya Nasretdinova (23.67)                           | 1:37.99 | Q                |
| 3         | 5       | 4    | Países Baixos              | Tessa Giele (26.52) Arno Kamminga (25.82) Nyls Korstanje (22.04) Kim Busch (24.00)                                            | 1:38.38 | Q                |
| 4         | 3       | 4    | Itália                     | Michele Lamberti (23.44) Benedetta Pilato (29.78) Silvia Di Pietro (24.99) Leonardo Deplano (20.84)                           | 1:39.05 | Q                |
| 5         | 4       | 5    | França                     | Yohann Ndoye Brouard (23.74) Antoine Viquerat (26.18) Marie Wattel (25.31) Charlotte Bonnet (24.05)                           | 1:39.28 | Q                |
| 6         | 5       | 3    | Grécia                     | Apostolos Christou (23.27) Maria Drasidou (30.14) Anna Ntountounaki (25.55) Andreas Vazaios (21.32)                           | 1:40.28 | Q,               |
| 7         | 3       | 5    | Finlândia                  | Ronny Brännkärr (24.18) Olli Kokko (26.14) Laura Lahtinen (26.00) Fanny Teijonsalo (23.98)                                    | 1:40.30 | Q                |
| 8         | 5       | 5    | Bielorrússia               | Viktar Staselovich (24.13) Alina Zmushka (30.25) Grigori Pekarski (22.29) Nastassia Karakouskaya (24.35)                      | 1:41.02 | Q                |
| 9         | 3       | 3    | Turquia                    | Doruk Tekin (23.98) Emre Sakçı (25.23) Nida Eliz Üstündağ (27.17) Ekaterina Avramova (25.00)                                  | 1:41.38 |                  |
| 10        | 1       | 6    | Brasil                     | Gabriel Fantoni (23.27) Jhennifer Conceição (29.59) Nicholas Santos (22.55) Gabrielle Roncatto (26.03)                        | 1:41.44 |                  |
| 11        | 1       | 7    | Coreia do Sul              | Won Young-jun (23.91) Moon Jae-kwon (26.39) Park Ye-rin (26.17) Jeong So-eun (25.02)                                          | 1:41.49 | Recorde nacional |
| 12        | 5       | 6    | Estónia                    | Armin Evert Lelle (24.22) Eneli Jefimova (30.21) Daniel Zaitsev (22.57) Maria Romanjuk (25.91)                                | 1:42.91 |                  |
| 13        | 1       | 3    | Hong Kong                  | Lau Shiu Yue (24.21) Ng Yan Kin (27.81) Sze Hang Yu (26.32) Tam Hoi Lam (25.05)                                               | 1:43.39 |                  |
| 14        | 4       | 6    | Eslováquia                 | Ádám Halás (24.88) Tomáš Klobučník (27.17) Zora Ripková (26.49) Lillian Slušná (25.16)                                        | 1:43.70 |                  |
| 15        | 1       | 1    | Tailândia                  | Tonnam Kanteemool (25.22) Jenjira Srisaard (30.61) Navaphat Wongcharoen (23.81) Kornkarnjana Sapianchai (25.65)               | 1:45.29 | Recorde nacional |
| 16        | 3       | 0    | Argentina                  | Florencia Perotti (29.41) Martina Barbeito (30.99) Santiago Grassi (23.29) Guido Buscaglia (21.64)                            | 1:45.33 |                  |
| 17        | 2       | 5    | Jamaica                    | Keanan Dols (25.75) Alia Atkinson (29.14) Sidrell Williams (24.60) Zaneta Alvaranga (26.13)                                   | 1:45.62 |                  |
| 18        | 1       | 4    | Luxemburgo                 | Max Mannes (25.21) Julien Henx (27.88) Julie Meynen (27.30) Monique Olivier (25.73)                                           | 1:46.12 |                  |
| 19        | 3       | 2    | República Dominicana       | Elizabeth Jiménez (29.36) Josué Domínguez (26.39) Krystal Lara (28.13) Denzel González (22.91)                                | 1:46.79 |                  |
| 20        | 3       | 6    | Andorra                    | Mònica Ramírez (30.04) Patrick Pelegrina (28.29) Tomàs Lomero (23.56) Nàdia Tudó (26.90)                                      | 1:48.79 | Recorde nacional |
| 21        | 2       | 3    | Aruba                      | Elisabeth Timmer (29.62) Bransly Dirksz (29.97) Mikel Schreuders (24.09) Chloe Farro (26.39)                                  | 1:50.07 |                  |
| 22        | 2       | 4    | Antilhas Holandesas        | Bianca Mitchell (33.29) Jadon Wuilliez (26.68) Samantha Roberts (28.46) Stefano Mitchell (22.15)                              | 1:50.58 |                  |
| 23        | 3       | 1    | Senegal                    | Steven Aimable (25.01) Adama Niane (31.67) Oumy Diop (26.95) Jeanne Boutbien (27.32)                                          | 1:50.95 |                  |
| 24        | 5       | 8    | Azerbaijão                 | Fatima Alkaramova (31.00) Rashad Alguliyev (29.94) Ramil Valizade (24.09) Mariam Sheikhalizadeh (26.04)                       | 1:51.07 |                  |
| 25        | 2       | 9    | Uganda                     | Avice Meya (31.51) Tendo Mukalazi (30.19) Jesse Ssengonzi (24.04) Kirabo Namutebi (25.93)                                     | 1:51.67 |                  |
| 26        | 2       | 6    | Ilhas Feroé                | Elisabeth Erlendsdóttir (29.64) Bartal Erlingsson Eidesgaard (29.21) Johan Nónskarð Dam (27.04) Alisa Bech Vestergård (26.64) | 1:52.53 |                  |
| 27        | 1       | 5    | Ilhas Caimã                | Lauren Hew (29.64) Alison Jackson (34.45) Liam Henry (24.82) Richard Allison (23.63)                                          | 1:52.54 |                  |
| 28        | 3       | 8    | Mongólia                   | Khuyagbaataryn Enkhzul (30.37) Batbayaryn Enkhtamir (30.06) Batmönkhiin Jürmed (25.83) Batbayaryn Enkhkhüslen (26.52)         | 1:52.78 |                  |
| 29        | 3       | 9    | Angola                     | Catarina Sousa (30.27) Salvador Gordo (30.32) Lia Lima (28.91) Henrique Mascarenhas (23.34)                                   | 1:52.84 |                  |
| 30        | 5       | 2    | Armênia                    | Ani Poghosyan (32.47) Varsenik Manucharyan (34.37) Artur Barseghyan (23.13) Vladimir Mamikonyan (23.09)                       | 1:53.06 |                  |
| 31        | 4       | 7    | Santa Lúcia                | Terrel Monplaisir (28.31) Naima Hazell (33.67) Jayhan Odlum-Smith (24.25) Mikaili Charlemagne (27.01)                         | 1:53.24 |                  |
| 32        | 4       | 0    | Seicheles                  | Aaliyah Palestrini (30.41) Simon Bachmann (29.40) Mathieu Bachmann (25.48) Khema Elizabeth (28.39)                            | 1:53.68 |                  |
| 33        | 2       | 1    | Ilhas Maurícias            | Gregory Anodin (27.23) Jonathan Chung Yee (29.66) Alicia Kok Shun (30.99) Tessa Ip Hen Cheung (26.92)                         | 1:54.80 |                  |
| 34        | 2       | 2    | Malawi                     | Ammara Pinto (32.60) Filipe Gomes (28.33) Muhammad Moosa (31.31) Jessica Makwenda (29.01)                                     | 2:01.25 |                  |
| 35        | 2       | 0    | Maldivas                   | Hamna Ahmed (33.95) Mohamed Aan Hussain (34.39) Ali Imaan (27.30) Aishath Sausan (30.33)                                      | 2:05.97 |                  |
| 36        | 5       | 7    | Suíça                      | Roman Mityukov (24.42) Lisa Mamié (30.52) Noè Ponti Alexandra Touretski                                                       | DSQ     |                  |
| 36        | 1       | 2    | Guam                       | | DNS     |                  |
| 36        | 2       | 7    | Cabo Verde                 | | DNS     |                  |
| 36        | 2       | 8    | Nigéria                    | | DNS     |                  |
| 36        | 3       | 7    | Tanzânia                   | | DNS     |                  |
| 36        | 4       | 1    | Turcas e Caicos            | | DNS     |                  |
| 36        | 4       | 2    | Albânia                    | | DNS     |                  |
| 36        | 4       | 8    | Peru                       | | DNS     |                  |
| 36        | 4       | 9    | Marianas Setentrionais     | | DNS     |                  |
| 36        | 5       | 0    | México                     | | DNS     |                  |
| 36        | 5       | 1    | Macedônia do Norte         | | DNS     |                  |
| 36        | 5       | 9    | Zimbabwe                   | | DNS     |                  |

### Final
A final foi realizada em 18 de dezembro.
| Colocação         | Raia | Nacionalidade              | Nadadores | Tempo   | Notas                 |
| ----------------- | ---- | -------------------------- | --- | ------- | --------------------- |
| Medalha de ouro   | 3    | Países Baixos              | Kira Toussaint (26.21) Arno Kamminga (25.40) Ranomi Kromowidjojo (24.36) Thom de Boer (20.23)                | 1:36.20 | Recorde do campeonato |
| Medalha de prata  | 4    | Estados Unidos             | Shaine Casas (23.16) Nic Fink (25.82) Claire Curzan (24.85) Abbey Weitzeil (23.21)                           | 1:37.04 |                       |
| Medalha de bronze | 6    | Itália                     | Lorenzo Mora (23.28) Nicolò Martinenghi (25.60) Elena Di Liddo (24.91) Silvia Di Pietro (23.50)              | 1:37.29 |                       |
| 4                 | 5    | Federação Russa de Natação | Pavel Samusenko (22.95) Kirill Strelnikov (26.02) Arina Surkova (25.14) Maria Kameneva (23.33)               | 1:37.44 |                       |
| 5                 | 8    | Bielorrússia               | Grigori Pekarski (23.59) Ilya Shymanovich (24.93) Anastasiya Shkurdai (25.23) Nastassia Karakouskaya (24.22) | 1:37.97 |                       |
| 6                 | 2    | França                     | Mewen Tomac (23.37) Antoine Viquerat (25.96) Béryl Gastaldello (25.17) Marie Wattel (23.78)                  | 1:38.28 |                       |
| 7                 | 7    | Grécia                     | Apostolos Christou (23.34) Maria Drasidou (30.04) Anna Ntountounaki (25.01) Andreas Vazaios (21.12)          | 1:39.51 | Recorde nacional      |
| 8                 | 1    | Finlândia                  | Ronny Brännkärr (24.05) Olli Kokko (26.05) Laura Lahtinen (25.88) Fanny Teijonsalo (24.48)                   | 1:40.46 |                       |

Legenda
| Recorde mundial       | Recorde mundial (World record)               |                       | Recorde africano                      | Recorde africano (African) |                                           | Q | Classificado por posição (Qualified) |
| Recorde do campeonato | Recorde do campeonato (Championship record)  | Recorde da América    | Recorde da América (Americas)         | q                          | Classificado por melhor tempo (Qualified) |   |                                      |
| Melhor marca do ano   | Melhor marca do ano (World leading)          | Recorde asiático      | Recorde asiático (Asian)              | DNS                        | Não largou (Did not start)                |   |                                      |
| Recorde nacional      | Recorde nacional (National record)           | Recorde europeu       | Recorde europeu (European)            | DNF                        | Não terminou (Did not finish)             |   |                                      |
| Recorde pessoal       | Recorde pessoal do atleta (Personal best)    | Recorde da Oceania    | Recorde da Oceania (Oceania)          | DSQ / DQ                   | Desclassificado (Disqualified)            |   |                                      |
| Recorde da temporada  | Recorde da temporada do atleta (Season best) | Recorde sul-americano | Recorde sul-americano (South America) | NM                         | Sem marca (No mark)                       |   |                                      |